# Hey Jude
Hey Jude is een ballade van The Beatles uit augustus 1968.

## Geschiedenis
Het nummer werd gecomponeerd door Paul McCartney, maar officieel toegeschreven aan Lennon-McCartney. De song werd uitgebracht als een single. Ondanks de lengte van het nummer, 7 minuten en 11 seconden, bleef het twee weken op nummer 1 staan in de Britse hitlijsten. Door het commentaar over de lengte vanuit de Verenigde Staten werd daar een verkorte versie uitgebracht, die negen weken op nummer 1 bleef staan. Dat bleek uiteindelijk het grootste aantal weken ooit voor een single van The Beatles. In Nederland stond het zeven weken op nummer 1. Er werden in totaal circa acht miljoen exemplaren van verkocht.
Hey Jude verscheen in 1970 in een nieuwe stereomix op het compilatiealbum Hey Jude
Het nummer – oorspronkelijke titel Hey Jules – werd geschreven door McCartney voor de toen vijf jaar oude zoon van John Lennon, Julian, omdat John en zijn eerste vrouw Cynthia Powell in een scheiding lagen. Het nummer en zijn single hebben vele Best of...-lijsten gehaald, samengesteld door onder andere muziekbladen als Rolling Stone.

## Andere uitvoeringen
Het nummer is door verschillende artiesten gecoverd, onder wie Elvis Presley, Bing Crosby, Wilson Pickett, Bobby Darin, "Weird Al" Yankovic en Katy Perry. McCartney speelt het bij solo-optredens, waaronder dat aan het eind van de openingsceremonie van de Olympische Zomerspelen 2012.

## Hitnoteringen

### Nederlandse Top 40
| Hitnotering week 1 t/m 14: 14-09-1968 t/m 14-12-1968 Hitnotering week 15 t/m 21: 15-05-1976 t/m 26-06-1976 | Hitnotering week 1 t/m 14: 14-09-1968 t/m 14-12-1968 Hitnotering week 15 t/m 21: 15-05-1976 t/m 26-06-1976 | Hitnotering week 1 t/m 14: 14-09-1968 t/m 14-12-1968 Hitnotering week 15 t/m 21: 15-05-1976 t/m 26-06-1976 | Hitnotering week 1 t/m 14: 14-09-1968 t/m 14-12-1968 Hitnotering week 15 t/m 21: 15-05-1976 t/m 26-06-1976 | Hitnotering week 1 t/m 14: 14-09-1968 t/m 14-12-1968 Hitnotering week 15 t/m 21: 15-05-1976 t/m 26-06-1976 | Hitnotering week 1 t/m 14: 14-09-1968 t/m 14-12-1968 Hitnotering week 15 t/m 21: 15-05-1976 t/m 26-06-1976 | Hitnotering week 1 t/m 14: 14-09-1968 t/m 14-12-1968 Hitnotering week 15 t/m 21: 15-05-1976 t/m 26-06-1976 | Hitnotering week 1 t/m 14: 14-09-1968 t/m 14-12-1968 Hitnotering week 15 t/m 21: 15-05-1976 t/m 26-06-1976 | Hitnotering week 1 t/m 14: 14-09-1968 t/m 14-12-1968 Hitnotering week 15 t/m 21: 15-05-1976 t/m 26-06-1976 | Hitnotering week 1 t/m 14: 14-09-1968 t/m 14-12-1968 Hitnotering week 15 t/m 21: 15-05-1976 t/m 26-06-1976 | Hitnotering week 1 t/m 14: 14-09-1968 t/m 14-12-1968 Hitnotering week 15 t/m 21: 15-05-1976 t/m 26-06-1976 | Hitnotering week 1 t/m 14: 14-09-1968 t/m 14-12-1968 Hitnotering week 15 t/m 21: 15-05-1976 t/m 26-06-1976 | Hitnotering week 1 t/m 14: 14-09-1968 t/m 14-12-1968 Hitnotering week 15 t/m 21: 15-05-1976 t/m 26-06-1976 | Hitnotering week 1 t/m 14: 14-09-1968 t/m 14-12-1968 Hitnotering week 15 t/m 21: 15-05-1976 t/m 26-06-1976 | Hitnotering week 1 t/m 14: 14-09-1968 t/m 14-12-1968 Hitnotering week 15 t/m 21: 15-05-1976 t/m 26-06-1976 | Hitnotering week 1 t/m 14: 14-09-1968 t/m 14-12-1968 Hitnotering week 15 t/m 21: 15-05-1976 t/m 26-06-1976 | Hitnotering week 1 t/m 14: 14-09-1968 t/m 14-12-1968 Hitnotering week 15 t/m 21: 15-05-1976 t/m 26-06-1976 | Hitnotering week 1 t/m 14: 14-09-1968 t/m 14-12-1968 Hitnotering week 15 t/m 21: 15-05-1976 t/m 26-06-1976 | Hitnotering week 1 t/m 14: 14-09-1968 t/m 14-12-1968 Hitnotering week 15 t/m 21: 15-05-1976 t/m 26-06-1976 | Hitnotering week 1 t/m 14: 14-09-1968 t/m 14-12-1968 Hitnotering week 15 t/m 21: 15-05-1976 t/m 26-06-1976 | Hitnotering week 1 t/m 14: 14-09-1968 t/m 14-12-1968 Hitnotering week 15 t/m 21: 15-05-1976 t/m 26-06-1976 | Hitnotering week 1 t/m 14: 14-09-1968 t/m 14-12-1968 Hitnotering week 15 t/m 21: 15-05-1976 t/m 26-06-1976 | Hitnotering week 1 t/m 14: 14-09-1968 t/m 14-12-1968 Hitnotering week 15 t/m 21: 15-05-1976 t/m 26-06-1976 | Hitnotering week 1 t/m 14: 14-09-1968 t/m 14-12-1968 Hitnotering week 15 t/m 21: 15-05-1976 t/m 26-06-1976 |
| Week | 1 | 2 | 3 | 4 | 5 | 6 | 7 | 8 | 9 | 10 | 11 | 12 | 13 | 14 | | 15 | 16 | 17 | 18 | 19 | 20 | 21 | |
| --- | --- | --- | --- | --- | --- | --- | --- | --- | --- | --- | --- | --- | --- | --- | --- | --- | --- | --- | --- | --- | --- | --- | --- |
| Nummer | 1 | 1 | 1 | 1 | 1 | 1 | 1 | 2 | 5 | 9 | 12 | 17 | 19 | 26 | uit | 30 | 21 | 21 | 20 | 33 | 35 | 40 | uit |

### Parool Top 20/Nationale Hitparade/Single Top 100
| Hitnotering week 1 t/m 13: 07-09-1968 t/m 30-11-1968 Hitnotering week 14 t/m 17: 22-05-1976 t/m 12-06-1976 Hitnotering week 18 t/m 19: 20-11-2010 t/m 27-11-2010 Hitnotering week 20: 01-01-2011 | Hitnotering week 1 t/m 13: 07-09-1968 t/m 30-11-1968 Hitnotering week 14 t/m 17: 22-05-1976 t/m 12-06-1976 Hitnotering week 18 t/m 19: 20-11-2010 t/m 27-11-2010 Hitnotering week 20: 01-01-2011 | Hitnotering week 1 t/m 13: 07-09-1968 t/m 30-11-1968 Hitnotering week 14 t/m 17: 22-05-1976 t/m 12-06-1976 Hitnotering week 18 t/m 19: 20-11-2010 t/m 27-11-2010 Hitnotering week 20: 01-01-2011 | Hitnotering week 1 t/m 13: 07-09-1968 t/m 30-11-1968 Hitnotering week 14 t/m 17: 22-05-1976 t/m 12-06-1976 Hitnotering week 18 t/m 19: 20-11-2010 t/m 27-11-2010 Hitnotering week 20: 01-01-2011 | Hitnotering week 1 t/m 13: 07-09-1968 t/m 30-11-1968 Hitnotering week 14 t/m 17: 22-05-1976 t/m 12-06-1976 Hitnotering week 18 t/m 19: 20-11-2010 t/m 27-11-2010 Hitnotering week 20: 01-01-2011 | Hitnotering week 1 t/m 13: 07-09-1968 t/m 30-11-1968 Hitnotering week 14 t/m 17: 22-05-1976 t/m 12-06-1976 Hitnotering week 18 t/m 19: 20-11-2010 t/m 27-11-2010 Hitnotering week 20: 01-01-2011 | Hitnotering week 1 t/m 13: 07-09-1968 t/m 30-11-1968 Hitnotering week 14 t/m 17: 22-05-1976 t/m 12-06-1976 Hitnotering week 18 t/m 19: 20-11-2010 t/m 27-11-2010 Hitnotering week 20: 01-01-2011 | Hitnotering week 1 t/m 13: 07-09-1968 t/m 30-11-1968 Hitnotering week 14 t/m 17: 22-05-1976 t/m 12-06-1976 Hitnotering week 18 t/m 19: 20-11-2010 t/m 27-11-2010 Hitnotering week 20: 01-01-2011 | Hitnotering week 1 t/m 13: 07-09-1968 t/m 30-11-1968 Hitnotering week 14 t/m 17: 22-05-1976 t/m 12-06-1976 Hitnotering week 18 t/m 19: 20-11-2010 t/m 27-11-2010 Hitnotering week 20: 01-01-2011 | Hitnotering week 1 t/m 13: 07-09-1968 t/m 30-11-1968 Hitnotering week 14 t/m 17: 22-05-1976 t/m 12-06-1976 Hitnotering week 18 t/m 19: 20-11-2010 t/m 27-11-2010 Hitnotering week 20: 01-01-2011 | Hitnotering week 1 t/m 13: 07-09-1968 t/m 30-11-1968 Hitnotering week 14 t/m 17: 22-05-1976 t/m 12-06-1976 Hitnotering week 18 t/m 19: 20-11-2010 t/m 27-11-2010 Hitnotering week 20: 01-01-2011 | Hitnotering week 1 t/m 13: 07-09-1968 t/m 30-11-1968 Hitnotering week 14 t/m 17: 22-05-1976 t/m 12-06-1976 Hitnotering week 18 t/m 19: 20-11-2010 t/m 27-11-2010 Hitnotering week 20: 01-01-2011 | Hitnotering week 1 t/m 13: 07-09-1968 t/m 30-11-1968 Hitnotering week 14 t/m 17: 22-05-1976 t/m 12-06-1976 Hitnotering week 18 t/m 19: 20-11-2010 t/m 27-11-2010 Hitnotering week 20: 01-01-2011 | Hitnotering week 1 t/m 13: 07-09-1968 t/m 30-11-1968 Hitnotering week 14 t/m 17: 22-05-1976 t/m 12-06-1976 Hitnotering week 18 t/m 19: 20-11-2010 t/m 27-11-2010 Hitnotering week 20: 01-01-2011 | Hitnotering week 1 t/m 13: 07-09-1968 t/m 30-11-1968 Hitnotering week 14 t/m 17: 22-05-1976 t/m 12-06-1976 Hitnotering week 18 t/m 19: 20-11-2010 t/m 27-11-2010 Hitnotering week 20: 01-01-2011 | Hitnotering week 1 t/m 13: 07-09-1968 t/m 30-11-1968 Hitnotering week 14 t/m 17: 22-05-1976 t/m 12-06-1976 Hitnotering week 18 t/m 19: 20-11-2010 t/m 27-11-2010 Hitnotering week 20: 01-01-2011 | Hitnotering week 1 t/m 13: 07-09-1968 t/m 30-11-1968 Hitnotering week 14 t/m 17: 22-05-1976 t/m 12-06-1976 Hitnotering week 18 t/m 19: 20-11-2010 t/m 27-11-2010 Hitnotering week 20: 01-01-2011 | Hitnotering week 1 t/m 13: 07-09-1968 t/m 30-11-1968 Hitnotering week 14 t/m 17: 22-05-1976 t/m 12-06-1976 Hitnotering week 18 t/m 19: 20-11-2010 t/m 27-11-2010 Hitnotering week 20: 01-01-2011 | Hitnotering week 1 t/m 13: 07-09-1968 t/m 30-11-1968 Hitnotering week 14 t/m 17: 22-05-1976 t/m 12-06-1976 Hitnotering week 18 t/m 19: 20-11-2010 t/m 27-11-2010 Hitnotering week 20: 01-01-2011 | Hitnotering week 1 t/m 13: 07-09-1968 t/m 30-11-1968 Hitnotering week 14 t/m 17: 22-05-1976 t/m 12-06-1976 Hitnotering week 18 t/m 19: 20-11-2010 t/m 27-11-2010 Hitnotering week 20: 01-01-2011 | Hitnotering week 1 t/m 13: 07-09-1968 t/m 30-11-1968 Hitnotering week 14 t/m 17: 22-05-1976 t/m 12-06-1976 Hitnotering week 18 t/m 19: 20-11-2010 t/m 27-11-2010 Hitnotering week 20: 01-01-2011 | Hitnotering week 1 t/m 13: 07-09-1968 t/m 30-11-1968 Hitnotering week 14 t/m 17: 22-05-1976 t/m 12-06-1976 Hitnotering week 18 t/m 19: 20-11-2010 t/m 27-11-2010 Hitnotering week 20: 01-01-2011 | Hitnotering week 1 t/m 13: 07-09-1968 t/m 30-11-1968 Hitnotering week 14 t/m 17: 22-05-1976 t/m 12-06-1976 Hitnotering week 18 t/m 19: 20-11-2010 t/m 27-11-2010 Hitnotering week 20: 01-01-2011 | Hitnotering week 1 t/m 13: 07-09-1968 t/m 30-11-1968 Hitnotering week 14 t/m 17: 22-05-1976 t/m 12-06-1976 Hitnotering week 18 t/m 19: 20-11-2010 t/m 27-11-2010 Hitnotering week 20: 01-01-2011 | Hitnotering week 1 t/m 13: 07-09-1968 t/m 30-11-1968 Hitnotering week 14 t/m 17: 22-05-1976 t/m 12-06-1976 Hitnotering week 18 t/m 19: 20-11-2010 t/m 27-11-2010 Hitnotering week 20: 01-01-2011 |
| Week | 1 | 2 | 3 | 4 | 5 | 6 | 7 | 8 | 9 | 10 | 11 | 12 | 13 | | 14 | 15 | 16 | 17 | | 18 | 19 | | 20 | |
| --- | --- | --- | --- | --- | --- | --- | --- | --- | --- | --- | --- | --- | --- | --- | --- | --- | --- | --- | --- | --- | --- | --- | --- | --- |
| Nummer | 10 | 1 | 1 | 1 | 1 | 1 | 2 | 2 | 1 | 2 | 8 | 11 | 18 | uit | 22 | 16 | 16 | 29 | uit | 75 | 59 | uit | 99 | uit |

### Evergreen Top 1000
| Hey Jude in de Evergreen Top 1000 | Hey Jude in de Evergreen Top 1000 | Hey Jude in de Evergreen Top 1000 | Hey Jude in de Evergreen Top 1000 | Hey Jude in de Evergreen Top 1000 | Hey Jude in de Evergreen Top 1000 | Hey Jude in de Evergreen Top 1000 | Hey Jude in de Evergreen Top 1000 | Hey Jude in de Evergreen Top 1000 | Hey Jude in de Evergreen Top 1000 | Hey Jude in de Evergreen Top 1000 | Hey Jude in de Evergreen Top 1000 | Hey Jude in de Evergreen Top 1000 | Hey Jude in de Evergreen Top 1000 | Hey Jude in de Evergreen Top 1000 | Hey Jude in de Evergreen Top 1000 | Hey Jude in de Evergreen Top 1000 |
| Jaar                              | 2008                              | 2009                              | 2010                              | 2011                              | 2012                              | 2013                              | 2014                              | 2015                              | 2016                              | 2017                              | 2018                              | 2019                              | 2020                              | 2021                              | 2022                              | 2023                              |
| --------------------------------- | --------------------------------- | --------------------------------- | --------------------------------- | --------------------------------- | --------------------------------- | --------------------------------- | --------------------------------- | --------------------------------- | --------------------------------- | --------------------------------- | --------------------------------- | --------------------------------- | --------------------------------- | --------------------------------- | --------------------------------- | --------------------------------- |
| Positie                           | –                                 | –                                 | –                                 | –                                 | –                                 | –                                 | 29                                | 28                                | 33                                | 26                                | 28                                | 32                                | 40                                | 61                                | 69                                | 67                                |

### NPO Radio 2 Top 2000
| Nummer met noteringen in de NPO Radio 2 Top 2000 | '99 | '00 | '01 | '02 | '03 | '04 | '05 | '06 | '07 | '08 | '09 | '10 | '11 | '12 | '13 | '14 | '15 | '16 | '17 | '18 | '19 | '20 | '21 | '22 | '23 | '24 |
| ------------------------------------------------ | --- | --- | --- | --- | --- | --- | --- | --- | --- | --- | --- | --- | --- | --- | --- | --- | --- | --- | --- | --- | --- | --- | --- | --- | --- | --- |
| Hey Jude                                         | 11  | 6   | 9   | 15  | 18  | 18  | 14  | 22  | 18  | 16  | 23  | 24  | 24  | 33  | 45  | 58  | 48  | 39  | 61  | 70  | 72  | 92  | 106 | 130 | 136 | 134 |

1. ↑  Een vetgedrukt getal geeft de hoogste notering aan.